# Јуриј Хежка
Јуриј Хежка Хорчански (глсрп. Jurij Chěžka (Hórčanski), нем. Georg Keschka, псеудоним Ludomil; Хорка, 22. јул 1917 — вероватно, код Крагујевца, октобар 1944) био је лужичкосрпски песник и антифашиста.

## Биографија
Отац му је био радник каменолома и фармер. Мајка му је Хана била позната приповедачица. Њен таленат је утицао на сина. По завршетку школе, на препоруку публициста и парохијског свештеника из Кроствица Ј. Шевчика 1929—1937. година студирао је као стипендиста у Надбискупској гимназији у Прагу. Године 1937—1939. студирао је бохемистику, германистику, као и сорабистику на Карловом универзитету у Прагу. Радио је као кућни учитељ немачког језика у породици песника Станислава Костки Нојмана. Године 1938. почео је да покушава добити чехословачко држављанство. У пролеће 1939. године је ухапшен од Гестапоа и одведен у Дрезден. Месец дана касније, у октобру 1939. године, позван је у Вермахт и послан је као војник на фронт у Француску, Бугарску, Грчку и Југославију. Између 13. и 17. октобра 1944. године Хежка је покушао да напусти немачку војску и стигне до југословенских партизана. Од овог тренутка његов живот више није познат. Погинуо је у Србији, вероватно код Крагујевца.
Хежка је био под утицајем чешке поезије 20. века. Преведио је са чешког на горњолужичкосрпски језик (посебно поезију Карела Хинека Махи). 1930-х година постао је један од оснивача лужичкосрпског модерна. Ј. Пата је први приметио младог песника Хежку. Био је припадник „Сербовке”, године 1937—1939. био на њеном челу. Од 1935. године публиковао је своје радове у часопису Serbski student бауценског дневника „Сербске новини”, у чешком издању Lužickosrbský věstník, од 1937. године у рукописним новинама Gmejska heja (октобар 1937. — јун 1938.) које је основао и уредио и које су постале хроника фашистичког терора у Лужици.
Године 1937. у чешком месту Јапкењице написао 23 песме које је назвао „Na puću za druhej domiznu” (глсрп. — „На путу до друге домовине”). Ову збирку је објавио његов чешки пријатељ М. Кречмар 1961. године. Омиљене теме збирке су мајка, домовина, људи и смрт. Свега је оставио 54 песме на лужичкосрпском и две на чешком језику. Између прозних делова су есеји и писма. Хежкове песме 1985. године превео је на руски језик Кајрат Багбергенов.